# Амвросије Грузијски
Амвросије Грузијски (груз. ამბროსი, Амброси) (7. септембар 1861 — 29. март 1927) је био грузијски католикос-патријарх целе Грузије у периоду од 1921. до 1927. године. 
Канонизован је 1995. године од Грузијске православне цркве као свети Амвросије Исповедник.

## Рани живот и каријера
Амвросије је рођен у Мартвилију у Грузији, која је тада била део Царске Русије. Завршио је Тифлиску богословију 1885. године и рукоположен је у свештенство у Абхазији, где је служио као свештеник у Сухумију, Новом Атосу и Лихнију, а држао је и курсеве грузијског језика. Под псеудонимом Амвер, објавио је серију чланака у којима је осудио политику русификације у Абхазији и оптужио локалне руске званичнике да подстичу антигрузијска осећања међу Абхазијским народом. Године 1896. уписао се на Казанску теолошку академију, коју је дипломирао 1900. године, аутором тезе „Борба хришћанства против ислама у Грузији“. Пострижен у чин јеромонаха 1901. године, вратио се у Грузију где је постављен у архимандрита у манастиру Челиши у провинцији Рача. Године 1904. премештен је у Синодалну канцеларију у Тбилисију, и постаје архимандрит манастира Преображења Господњег.

## Патријарх све Грузије Амвросије
Током 1900-их, током жестоких дебата о статусу грузијске цркве, он се појавио као један од лидера грузијског аутокефалистичког покрета, позивајући на обнову аутокефалне православне цркве Грузије. Грузијски епископи су истакли да су под руским егзархима послани из Санкт Петербурга да би водили грузијске црквене послове. Грузијска црква је изгубила имовину и имања у вредности од око 140 милиона рубаља; црквене школе су биле затворене, а употреба грузијског језика у литургији обесхрабрена; двадесет епископских катедри остало је упражњено, а седам стотина четрдесет парохија је било без пастира. 
Грузијци су послали апел цару, али он није прихватио. Аутокефалност је одбијена. Конференцију грузијског свештенства која се састала у Тбилисију 1905. полиција је растурила и неколико „аутокефалиста“ је ухапшено. Амвросију је забрањено да служи литургију и затворен је у Троицки манастир у Рјазању. Борба је кулминирала атентатом на руског егзарха Грузије, архиепископа Никона, 28. маја у његовој резиденцији у Тбилисију од стране неидентификованих атентатора, наводно од стране грузијског националисте. Нико никада није суђен нити осуђен за убиство. Иако су везе грузијских аутокефалиста са злочином остале нејасне, почетна полицијска истрага је закључила да они стоје иза Никоновог убиства. Аммросије је такође суспендован из службе и депортован у Русију. Ослобођен је 1910. године, али му је тек у догађајима из 1917. дозвољено да се врати у Грузију. Иако је грузијски аутокефалистички покрет стекао симпатије широм света, спор се неодлучно вукао годинама, све док га избијање Првог светског рата није привремено потиснуло у други план.
Фебруарска револуција у Руској империји 1917. и превирања која су уследила у цркви и држави дали су Грузијској цркви прилику да поново потврди свој аутокефални статус. Група грузијских свештеника је 12. марта 1917. прогласила аутокефалност своје Цркве и изабрала епископа Кириона за патријарха Католичке цркве. Синод Руске православне цркве је одбио да призна тај потез, а резултат је био прекид општења између две Цркве. Амвросије је убрзо посвећен за митрополита Чкондидија, западне Грузије, а затим премештен у Абхазију.
Совјетска инвазија на Грузију од фебруара до марта 1921. довела је до краја краткотрајне независне Демократске Републике Грузије. Патријарх Леонид убрзо је умро од колере, а 14. октобра 1921. Амвросије је изабран за његовог наследника.
Под новоуспостављеним бољшевичким режимом, Црква је лишена правног статуса, а цркве и манастири су почели да се затварају. Свештенство је прогањано, а имовина цркава и манастира конфискована.
Дана 7. фебруара 1922. Амброзије је упутио меморандум Конференцији у Ђенови, у којем је описао услове у којима је Грузија живела под инвазијом Црвене армије и затражио да се супротстави зверствима бољшевичког режима. У фебруару 1923, Амвросије и сви чланови Патријаршијског савета су ухапшени и стављени у затвор од стране бољшевика. У марту 1924. совјетске власти су извеле понижавајуће јавно суђење. Осим што је упутио апел Конференцији у Ђенови, Амвросије је оптужен и за прикривање историјског блага Цркве како би их сачувао од преласка у руке совјетске државе. Сви свештеници који су ухапшени заједно са Патријархом, показали су солидарност са Амвросијем, који је преузео сву одговорност за своје поступке, за које је изјавио да су били у складу са његовим обавезама и предањем Грузијске Цркве. Његове закључне речи су биле: „Моја душа припада Богу, моје срце мојој земљи; ви, моји џелати, радите шта хоћете са мојим телом.“ Очекивало се да ће Амвросије бити осуђен на смрт, али комунисти нису смели да га погубе и осудили су га на осам година затвора док му је имовина била конфискована.
Убрзо након тога, августовски устанак 1924. избио је у неколико региона Грузије против Совјетског Савеза и трајао је три недеље. У борбама је погинуло око 3.000, више од 12.000 је погубљено, а 20.000 депортовано у Сибир. Један број свештенства је такође очишћен, а међу онима који су стрељани без суђења био је архиепископ Кутатиси и Гаенати Назари.
Обим црвеног терора у Грузији и негодовање јавности изазвано њиме приморали су Совјете да релативно ублаже свој притисак на грузијско друштво у наредним годинама. Почетком марта 1925. председник Свесавезног извршног комитета Михаил Калињин посетио је Грузију и позвао на амнестију учесника августовске побуне 1924. и на обуставу верских прогона. Године 1926. Амвросије и неколико других свештеника пуштени су из затвора. Није, међутим, поживео много дуже и умро је 29. марта 1927. године у Тбилисију.
Амбросије је такође познат као плодан историчар цркве и истраживач примарних грузијских извора. Аутор је бројних чланака објављених у руској и грузијској штампи и открио до сада непознату верзију средњовековне грузијске хронике, Моктсеваи Картлисаи („Преобраћење Грузије“, тзв. Челишијев кодекс).

## Канонизација
Године 1995. Свети синод Грузијске православне цркве канонизовао је Амвросија као светог протојереја Амвросија Исповедника и одредио 16. (29. март) за дан његовог помена. 2013. године постхумно је одликован звањем и Орденом народног хероја Грузије.